# Anacroneuria paleta
Anacroneuria paleta és una espècie d'insecte plecòpter pertanyent a la família dels pèrlids.

## Descripció
- Els adults presenten el cap marró groguenc amb els ocels envoltats de marró fosc i les potes completament groguenques amb uns pocs punts petits i foscos.[5]

## Alimentació
Les larves mengen efemeròpters i simúlids.

## Hàbitat
En el seu estadi immadur és aquàtic i viu a l'aigua dolça, mentre que com a adult és terrestre i volador.

## Distribució geogràfica
Es troba a Sud-amèrica: Veneçuela i Colòmbia.